# Europastraße 962
Die Europastraße 962 (kurz: E 962) verläuft von Elefsina auf der attischen Halbinsel nach Norden durch Griechenland zur böotischen Stadt Thiva.
Der Ausbaustandard entspricht noch nicht überall den Vorgaben des AGR (European Agreement On Main International Traffic Arteries), der rechtlichen Grundlage des Europastraßennetzwerks.
Auf der Ethniki Odos 3 beginnt die E 962 an der Anschlussstelle im Nordwesten Elefsinas mit der A 6. Sie passiert Mandrá und umquert die Stadt Erythres. Sie führt weiter über die westliche Attika in die historische Region Böotiens. Wenige Kilometer später wird Thiva, das antike griechische Theben, erreicht. Über den Autobahnzubringer Ethniki Odos 3a erreicht die E 962 schließlich die A 1, die hier streckengleich mit der E 75 ist.